# 費利克斯·赫南德茲
費利克斯·赫南德茲（西班牙語：Félix Hernández，1986年4月8日—）是前美國職棒大聯盟的投手，生涯皆效力於水手隊。
2005年8月4日以19歲118天在大聯盟首次亮相，使他成為自1984年的荷西·里荷以來在大聯盟首次出賽年紀最年輕的投手。
他的綽號是國王、King Felix。在2003年，當他在小聯盟上陣不久被網誌U.S.S. Mariner起了這個稱號。每當赫南德茲在水手主場掛帥先發，觀眾席上的「國王朝廷」區塊總會擠滿大批球迷。

## 小聯盟生涯
14歲時赫南德茲即被水手隊兼職球探Luis Fuenmayor關注，在15歲時他的極速已達94mph；因大聯盟官方有限制與國際球員簽署合約的年齡，所以等到2002年他年滿16歲後，水手隊才以簽約金71萬美金的小聯盟約簽下他。但是水手隊並不是最高簽約金的出價者。其他有意與他簽署合約的球隊包括亞特蘭大勇士、紐約洋基及休士頓太空人，其中勇士隊提出合約價錢是最高的。
2003年的小聯盟球季，赫南德茲取得7勝2敗的成績，冬季時返回委內瑞拉參加冬季聯盟比賽。2004年獲選為西雅圖水手最佳小聯盟投手獎。在該年成為MLB明日之星比賽為世界隊上陣。2004年曾效力Inland Empire 66ers及聖安東尼奧傳教士。他投了149又1/3局、14勝4敗、防禦率2.9及172次三振。
2005年效力3A聯盟的塔科馬雨人，取得9勝4敗，聯盟最佳的2.25防禦率，100次三振及88局的投球局數。他被選為太平洋沿岸聯盟最佳新人。他曾經受傷一個月，而錯過3A聯盟的明星賽。

## 大聯盟生涯

### 2005年
從受傷復原後，赫南德茲立即被水手隊登錄於球員名單之上。8月4日對底特律老虎的客場比賽中上場。自1984年荷西·里荷以來，第二年輕在大聯盟首次上陣的球員。8月9日，對明尼蘇達雙城比賽取得首場大聯盟勝投，他投了8局完封的比賽。
赫南德茲在該球季出賽12場，成績是4勝4敗、77個三振、4.52防禦率、投了84又1/3局。後來被委內瑞拉隊參加世界棒球經典賽，不過水手隊拒絕讓他參與比賽。球季結束後，他的背號由59號改為34號。

### 2006年
赫南德茲在春季集訓期間，出現外脛痛，不過仍趕在球季開始前恢復傷勢。2006年6月11日對洛杉磯天使隊比賽，投出第一場完投，最後以6:2擊敗對手。8月28日，赫南德茲對天使隊投出球季首次完封。
水手隊為避免年輕的他受傷，限制在球季的投球局數及每場比賽的投球次數，包括春季集訓，他只能投200局比賽（後來更改為205局╕，因此該季預定最後一場讓赫南德茲登場的比賽也被迫由其他投手代替。

### 2007年
由於赫南德茲在春季集訓有好表現，由此球隊決定不再限制他的投球局數。他更成為水手到的球季第一場的開幕投手。最後協助球隊以4-0擊敗奧克蘭運動家。4月11日客場與波士頓紅襪隊交戰，對手是松坂大輔，最後僅被對手擊出一支安打，以3-0擊敗紅襪隊，完成了季內第一場完封比賽。
5月15日赫南德茲被登錄為傷兵名單。並在6月21日對匹茲堡海盜隊的比賽中傷癒復出，並投出八局的完封，沒有被對手拿下任何分數。雖然水手隊在該球季有機會晉身季後賽，可是球隊季末表現一般。9月3日雖然在對紐約洋基隊的比賽中上陣，並擊敗對手，阻止九連敗。但是季末水手隊還是喪失季後賽的資格。赫南德茲2007年的總成績為14勝7敗，3.92防禦率及165個三振。

### 2008年
4月16日，赫南德茲對奧克蘭運動家造出大聯盟生涯中第一次完投，協助球隊以4-2擊敗對手。
6月17日，赫南德茲對佛羅里達馬林魚，在一局中以乾淨俐落的9顆球三振三名打者。
6月23日，對紐約大都會的跨聯盟比賽中，從尤漢·山塔納擊出大聯盟生涯第一支全壘打，還是發滿貫砲。

### 2010年
西雅圖水手隊與赫南德茲於1月21日簽訂5年共七千八百萬美元之合約。水手隊並於季後透過交易取得2008年美聯賽揚獎得主克里夫·李與赫南德茲組成左右王牌。6月3日赫南德茲在主場出戰明尼蘇達雙城時在第八局中單局三振了四名打者，赫南德茲為西雅圖水手隊第四位達成此成就的選手。8月25日赫南德茲在客場出戰波士頓紅襪，在第6局時三振了大衛·歐提茲並達成生涯第一千次的三振，其中赫南德茲為1952年後第三年輕之選手達成此成就。赫南德茲於9月17日對上德州遊騎兵時挑戰無安打比賽，直到第八局時尼爾森·克魯斯的全壘打成為遊騎兵第一支安打。赫南德茲在9月23日於客場出戰多倫多藍鳥並繳出僅2安打的完投佳績，其中只被荷西·鮑帝斯塔的陽春彈攻下一分，該支全壘打為荷西·鮑帝斯塔本季第50轟，然而西雅圖水手隊亦遭到藍鳥隊的投手接力完封，最終赫南德茲於此役取得了本季第12敗。。
赫南德茲在以13勝12敗，防禦率2.27的及投出232次三振的成績奪得美國聯盟賽揚獎，其中13勝為歷屆賽揚獎得主中最少。。

### 2012年
赫南德茲於8月15日對上坦帕灣光芒投出生涯首次完全比賽，成為大聯盟史上第23位投出完全比賽的投手，在賽事中12次三振對方，該場比賽也是水手隊史第4場無安打比賽，同時也是隊史第1場完全比賽。

### 2013年
2013年2月8日，再和西雅圖水手簽下7年1.75億美元的延長合約，成為當時美國職棒史上合約總值最高的投手，同年被Justin Verlander刷新，隔年（2014年）再被Clayton Kershaw刷新。

### 2016年
赫南德茲於4月24日對上洛杉磯天使主投6局投出4次三振，該場比賽結束後也以2166次奪三振正式超越前王牌巨怪Randy Johnson的2162次三振，成為隊史奪三振王，美中不足的是，在該場比賽被Mike Trout擊出超前的兩分砲，最後球隊也以2:4落敗，苦吞敗投。
赫南德茲於5月10日對上坦帕灣光芒主投7局2分責失的好投，幫助球隊5:2擊敗對手，而這也是赫南德茲生涯在水手的第146勝，正式超越傑米·莫耶的145勝，成為隊史的勝投王。
赫南德茲於8月16日對上洛杉磯天使主投6.2局2分責失的好投，幫助球隊3:2擊敗對手，而這也是赫南德茲生涯在水手的第150勝，也是隊史第一位達成此成就的投手。

### 2018年
由於過往傷勢，加上球威不若以往，在8月15日對上奧克蘭運動家這一天，赫南德茲以後援投手的身分登場，這也是他職業生涯首次以後援投手身分登板。

### 2019年
赫南德茲於5月12日對上波士頓紅襪的比賽中，第二局對紅襪新秀查維斯（Michael Chavis）投出的三振是生涯第2500次三振，是史上第六年輕，前五名分別是萊恩（Nolan Ryan）、強森（Walter Johnson）、馬丁尼茲（Pedro Martinez）、西佛（Tom Seaver）以及布萊列文（Bert Blyleven），也是隊史第一位達成此成就的投手；但此役表現並不理想，僅投2.1局失7分，球隊5:9輸給對手，承擔敗投。

## 國際賽
赫南德茲代表委內瑞拉在2009年世界棒球經典賽登板。對波多黎各的比賽中，投4.2局無失分。

## 人際關係
赫南德茲與艾德里安·貝爾垂曾為隊友且關係良好。在貝爾崔轉至德州遊騎兵後，兩人每逢比賽對上時，仍會以有趣互動展現友誼。

## 職棒生涯成績
| 年度 | 球隊       | 防禦率 | 投球局數 | 勝場 | 敗場 | 救援成功 | 出場數 | 奪三振 | 四死 | 完投 | 完封 | 被安打 | 被全壘打 | 失分 | 責失 | 被打擊率 | WHIP |
| 2005 | 西雅圖水手 | 2.67   | 84.1     | 4    | 4    | 0        | 12     | 77     | 23   | 0    | 0    | 61     | 5        | 26   | 25   | 0.203    | 1.00 |
| 2006 | 西雅圖水手 | 4.52   | 191      | 12   | 14   | 0        | 31     | 176    | 60   | 2    | 1    | 195    | 23       | 105  | 96   | 0.262    | 1.34 |
| 2007 | 西雅圖水手 | 3.92   | 190.1    | 14   | 7    | 0        | 30     | 165    | 53   | 1    | 1    | 209    | 20       | 88   | 83   | 0.281    | 1.38 |
| 2008 | 西雅圖水手 | 3.45   | 200.2    | 9    | 11   | 0        | 31     | 175    | 80   | 2    | 0    | 198    | 17       | 85   | 77   | 0.261    | 1.39 |
| 2009 | 西雅圖水手 | 2.49   | 238.2    | 19   | 5    | 0        | 34     | 217    | 71   | 2    | 1    | 200    | 15       | 81   | 66   | 0.227    | 1.14 |
| 2010 | 西雅圖水手 | 2.27   | 249.2    | 13   | 12   | 0        | 34     | 232    | 70   | 6    | 1    | 194    | 17       | 80   | 63   | 0.212    | 1.06 |
| 2011 | 西雅圖水手 | 3.47   | 233.2    | 14   | 14   | 0        | 33     | 222    | 67   | 5    | 0    | 218    | 19       | 99   | 90   | 0.248    | 1.22 |
| 2012 | 西雅圖水手 | 3.06   | 232      | 13   | 9    | 0        | 33     | 223    | 56   | 5    | 5    | 209    | 14       | 84   | 79   | 0.241    | 1.14 |
| 2013 | 西雅圖水手 | 3.04   | 204.1    | 12   | 10   | 0        | 33     | 216    | 46   | 0    | 0    | 185    | 15       | 74   | 69   | 0.242    | 1.13 |
| 2014 | 西雅圖水手 | 2.14   | 236      | 15   | 6    | 0        | 34     | 248    | 46   | 0    | 0    | 170    | 16       | 68   | 56   | 0.200    | 0.92 |
| 2015 | 西雅圖水手 | 3.53   | 201.2    | 18   | 9    | 0        | 31     | 191    | 58   | 2    | 2    | 180    | 23       | 80   | 79   | 0.240    | 1.18 |
| 2016 | 西雅圖水手 | 3.82   | 153.1    | 11   | 8    | 0        | 25     | 122    | 65   | 0    | 0    | 138    | 19       | 76   | 65   | 0.239    | 1.32 |
| 2017 | 西雅圖水手 | 4.36   | 86.2     | 6    | 5    | 0        | 16     | 78     | 26   | 0    | 0    | 86     | 17       | 46   | 42   | 0.258    | 1.29 |
| 2018 | 西雅圖水手 | 5.55   | 155.2    | 8    | 14   | 0        | 29     | 125    | 59   | 0    | 0    | 159    | 27       | 107  | 96   | 0.262    | 1.40 |
| 2019 | 西雅圖水手 | 4.91   | 18.1     | 1    | 1    | 0        | 4      | 13     | 2    | 0    | 0    | 25     | 2        | 12   | 10   | 0.321    | 1.47 |
|      |            |        |          |      |      |          |        |        |      |      |      |        |          |      |      |          |      |
| 合計 | 15年       | 3.35   | 2676.1   | 169  | 129  | 0        | 408    | 2480   | 782  | 25   | 11   | 2427   | 249      | 1111 | 996  | 0.241    | 1.20 |
- 粗體字為當年最佳之數字。
- 2019球季持續中，更新時間2019/4/21

## 外部連結
- 球員資訊和成績在MLB ，ESPN ，Retrosheet ，Baseball Reference ，Baseball Reference (Minors) ，Fangraphs ，The Baseball Cube （英文）

| 獎項               | 獎項                  | 獎項                 |
| ------------------ | --------------------- | -------------------- |
| 前任： 扎克·格林基 | 美國聯盟賽揚獎 2010年 | 繼任： 賈斯丁·韋蘭德 |